# منتخب البوسنة والهرسك تحت 21 سنة لكرة القدم
منتخب البوسنة والهرسك تحت 21 سنة لكرة القدم هو الممثل الرسمي لالبوسنة والهرسك في بطولات كرة القدم تحت 21 سنة. يشارك الفريق في بطولة أوروبا تحت 21 لكرة القدم التي تقام كل عامين.

## وصلات خارجية
| - على الصفحة في الفيسبوك - FSBIH U-21 - Futbol24 U21 | - reprezentacija الموقع الرسمي لمنتخب البوسنة والهرسك - SportSport تقرير عن منتخب الشباب - Soccerway page الموقع لسجلات منتخب البوسنة والهرسك تحت سن 21 سنة. | - UEFA - worldfootball |